# Mistrovství světa ve veslování 2014

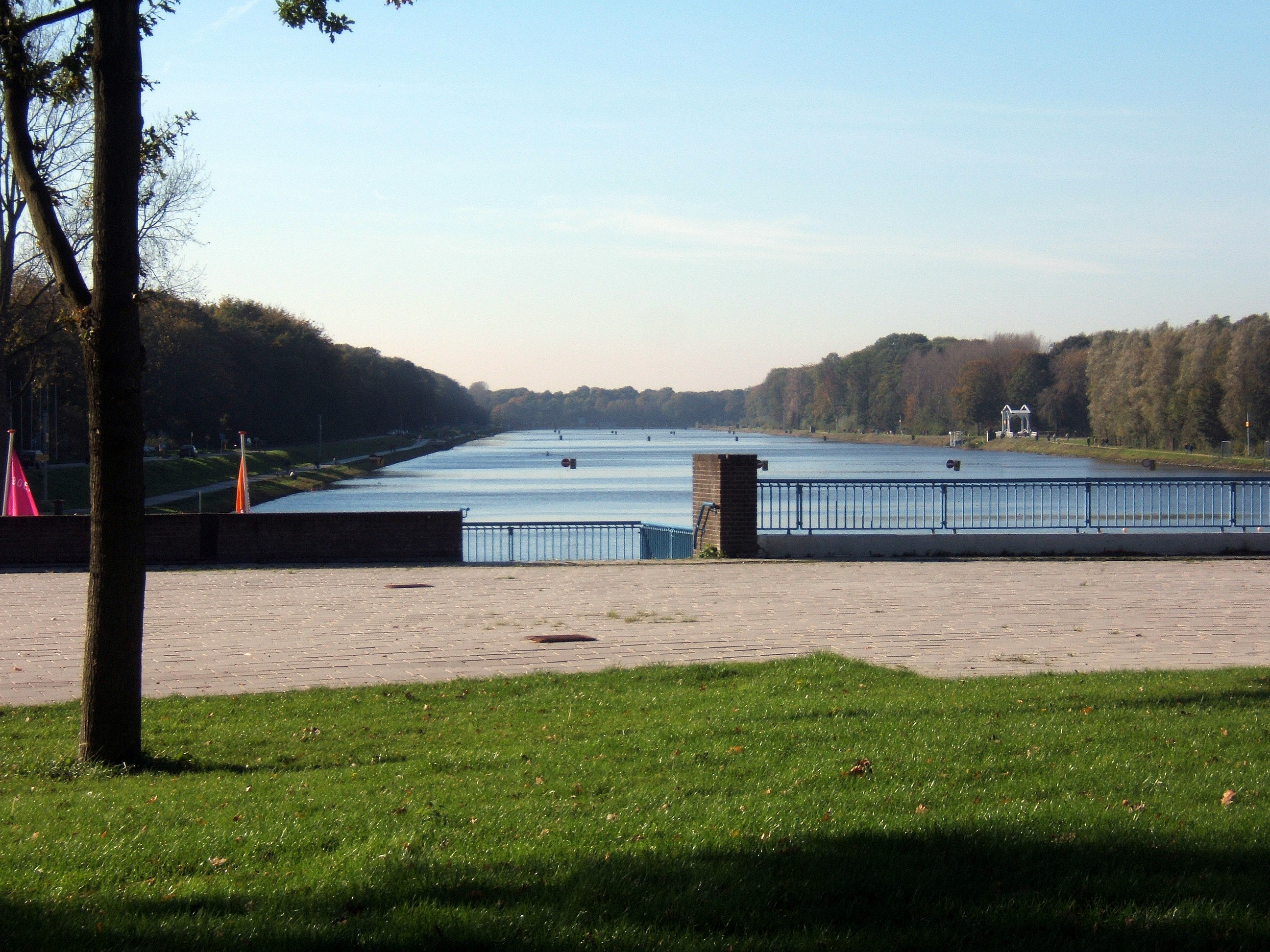
Veslařský kanál Bosbaan, dějiště šampionátu

Mistrovství světa ve veslování 2014 byl v pořadí 43. šampionát konaný mezi 24. a 31. srpnem 2014 na veslařském kanále Bosbaan v Amsterdamu v Nizozemsku.
Každoroční veslařská regata trvající jeden týden je organizována Mezinárodní veslařskou federací (International Rowing Federation; FISA) na konci léta severní polokoule. V neolympijských letech se jedná o vyvrcholení mezinárodního veslařského kalendáře a v roce, jenž předchází olympijským hrám, představuje jejich hlavní kvalifikační událost. V olympijských letech pak program mistrovství zahrnuje pouze neolympijské disciplíny.

## Medailové pořadí
| Pořadí | Země               | Zlato | Stříbro | Bronz | Celkem |
| ------ | ------------------ | ----- | ------- | ----- | ------ |
| 1      | Nový Zéland        | 6     | 2       | 1     | 9      |
| 2      | Spojené království | 3     | 3       | 2     | 8      |
| 3      | Německo            | 2     | 3       | 3     | 8      |
| 4      | USA                | 1     | 3       | 2     | 6      |
| 5      | Itálie             | 1     | 2       | 0     | 3      |
| 6      | Řecko              | 1     | 1       | 0     | 2      |
| 7.     | Jižní Afrika       | 1     | 0       | 1     | 2      |
| 7.     | Švýcarsko          | 1     | 0       | 1     | 2      |
| 9      | Belgie             | 1     | 0       | 0     | 1      |
| 9      | Chorvatsko         | 1     | 0       | 0     | 1      |
| 9      | Česko              | 1     | 0       | 0     | 1      |
| 9      | Ukrajina           | 1     | 0       | 0     | 1      |
| 9      | Dánsko             | 1     | 0       | 0     | 1      |
| 9      | Nizozemsko         | 1     | 0       | 0     | 1      |
| 15     | Austrálie          | 0     | 2       | 3     | 5      |
| 16     | Francie            | 0     | 2       | 0     | 2      |
| 16     | Kanada             | 0     | 2       | 0     | 2      |
| 18     | Čína               | 0     | 1       | 5     | 6      |
| 19     | Polsko             | 0     | 1       | 1     | 2      |
| 20     | Kuba               | 0     | 0       | 1     | 1      |
| 20     | Norsko             | 0     | 0       | 1     | 1      |
| 20     | Turecko            | 0     | 0       | 1     | 1      |
| Celkem | Celkem             | 22    | 22      | 22    | 66     |

## Přehled medailí

### Mužské disciplíny
| Disciplína                      | Zlato | Čas     | Stříbro | Čas     | Bronz | Čas     |
| Skif M1x                        | Česko Ondřej Synek | 6:37,12 | Nový Zéland Mahé Drysdale | 6:37,85 | Kuba Ángel Fournier | 6:44,31 |
| Dvojskif M2x                    | Chorvatsko Martin Sinković Valent Sinković | 6:00,52 | Itálie Romano Battisti Francesco Fossi | 6:04,42 | Austrálie James McRae Alexander Belonogoff | 6:04,43 |
| Párová čtyřka M4x               | Ukrajina Dmytro Michaj Artem Morozov Olexandr Nadtoka Ivan Dovgodko                                                                                                 | 5:32,26 | Spojené království Graeme Thomas Sam Townsend Charles Cousins Peter Lambert                                                                                | 5:32,35 | Německo Karl Schulze Tim Grohmann Kai Fuhrmann Philipp Wende | 5:36,97 |
| Dvojka bez kormidelníka M2-     | Nový Zéland Eric Murray Hamish Bond | 6:09,34 | Spojené království James Foad Matthew Langridge | 6:13,75 | Jižní Afrika Vincent Breet Shaun Keeling | 6:16,85 |
| Dvojka s kormidelníkem M2+      | Nový Zéland Eric Murray Hamish Bond Caleb Shepherd (k) | 6:33,26 | Spojené království Alan Sinclair Scott Durant Henry Fieldmann (k)                                                                                          | 6:43,45 | Německo Peter Kluge Alexander Egler Jonas Wiesen (k) | 6:45,85 |
| Čtyřka bez kormidelníka M4-     | Spojené království Alex Gregory Mohamed Sbihi George Nash Andrew Triggs Hodge                                                                                       | 5:40,24 | USA Grant James Michael Gennaro Henrik Rummel Seth Weil | 5:42,90 | Austrálie Fergus Pragnell Joshua Dunkley-Smith Spencer Turrin Alexander Lloyd                                                                                          | 5:43,47 |
| Osma M8+                        | Spojené království Nathaniel Reilly-O'Donnell Matthew Tarrant William Satch Matthew Gotrel Pete Reed Paul Bennett Tom Ransley Constantine Louloudis Phelan Hill (k) | 5:24,11 | Německo Max Planer Malte Jakschik Andreas Kuffner Felix Drahotta Richard Schmidt Eric Johannesen Maximilian Reinelt Felix Wimberger Martin Sauer (k)       | 5:24,77 | Polsko Zbigniew Schodowski Mateusz Wilangowski Marcin Brzeziński Robert Fuchs Krystian Aranowski Michał Szpakowski Mikołaj Burda Piotr Juszczak Daniel Trojanowski (k) | 5:26,90 |
| Skif LV LM1x                    | Itálie Marcello Miani | 6:43,37 | Německo Lars Hartig | 6:46,73 | Švýcarsko Michael Schmid | 6:50,88 |
| Dvojskif LV LM2x                | Jižní Afrika James Thompson John Smith | 6:05,36 | Francie Stany Delayre Jérémie Azou | 6:05,45 | Norsko Kristoffer Brun Are Strandli | 6:05,79 |
| Párová čtyřka LV LM4x           | Řecko Georgios Konsolas Spyridon Giannaros Panagiotis Magdanis Eleftherios Konsolas                                                                                 | 5:42,75 | Německo Daniel Lawitzke Max Röger Jost Schömann-Finck Konstantin Steinhübel                                                                                | 5:45,65 | Čína Li Hui Tian Bin Wang Tiexin Dong Tianfeng | 5:46,69 |
| Dvojka bez kormidelníka LV LM2- | Švýcarsko Simon Niepmann Lucas Tramer | 6:22,91 | Francie Augustin Mouterde Thomas Baroukh | 6:25,02 | Spojené království Sam Scrimgeour Jonathan Clegg | 6:25,48 |
| Čtyřka bez kormidelníka LV LM4- | Dánsko Kasper Winther Jørgensen Jacob Larsen Jacob Barsøe Morten Jørgensen                                                                                          | 5:47,15 | Nový Zéland James Hunter Alistair Bond Peter Taylor Peter Rapley                                                                                           | 5:48,76 | Spojené království Mark Aldred Peter Chambers Richard Chambers Chris Bartley                                                                                           | 5:49,58 |
| Osma LV LM8+                    | Německo Tobias Franzmann Simon Barr Torben Neumann Stefan Wallat Daniel Wisgott Jonas Kilthau Sven Kessler Can Temel Frederik Böhm (k)                              | 5:31,29 | Itálie Luca De Maria Vincenzo Serpico Jiri Vlcek Leone Barbaro Livio La Padula Armando Dell'Aquila Guido Gravina Giorgio Tuccinardi Gianluca Barattolo (k) | 5:33,87 | Turecko Mert Kartal Bayram Sönmez Ahmet Yumrukaya Cem Yılmaz Burak Özdemir Engin Özkan Hüseyin Kandemir Dogsah Boluk Kaan Şahin (k)                                    | 5:34,20 |

### Ženské disciplíny
| Disciplína                  | Zlato | Čas     | Stříbro | Čas     | Bronz                                                                                              | Čas     |
| Skif W1x                    | Nový Zéland Emma Twiggová | 7:14,95 | Austrálie Kim Crowová | 7:17,33 | Čína Tuan Ťing-li                                                                                  | 7:22,57 |
| Dvojskif W2x                | Nový Zéland Fiona Bourkeová Zoe Stevensonová | 6:38,04 | Polsko Magdalena Fularczyková Natalia Madajová | 6:39,36 | Austrálie Olympia Alderseyová Sally Kehoeová                                                       | 6:41,71 |
| Párová čtyřka W4x           | Německo Annekatrin Thieleová Carina Bärová Julia Lierová Lisa Schmidlaová                                                                                          | 6:06,84 | Čína Jiang Yan Shen Xiaoxing Lü Yang Zhang Xinyue | 6:10,51 | USA Grace Latzová Tracy Eisserová Olivia Coffeyová Felice Muellerová                               | 6:12,03 |
| Dvojka bez kormidelnice W2- | Spojené království Helen Gloverová Heather Stanningová | 6:50,61 | USA Megan Kalmoeová Kerry Simmondsová | 6:52,87 | Nový Zéland Louise Trappittová Rebecca Scownová                                                    | 6:54,79 |
| Čtyřka bez kormidelnice W4- | Nový Zéland Kayla Prattová Kelsey Bevanová Grace Prendergastová Kerri Gowlerová                                                                                    | 6:14,36 | USA Susan Franciaová Emily Reganová Tessa Gobbová Adrienne Martelliová | 6:20,69 | Čína He Sihui Miao Tian Zhang Min Zhang Huan                                                       | 6:23,31 |
| Osma W8+                    | USA Victoria Opitzová Meghan Musnicki Amanda Polková Lauren Schmetterlingová Grace Luczaková Caroline Lindová Elle Loganová Heidi Robbinsová Katelin Snyderová (k) | 5:56,83 | Kanada Cristy Nurseová Cristy Romanová Rosanne Deboefová Natalie Masteacci Susanne Graingerová Christine Roperová Ashley Brzozowiczová Lauren Wilkinsonová Lesley Thompsonová-Willieová (k) | 5:59,66 | Čína Zhang Dan Guo Linlin Yi Liqin Gao Qiuqiu Cui Xiaotong Ju Rui Zhang Min Zhang Huan Zhao Li (k) | 6:00,52 |
| Skif LV LW1x                | Belgie Eveline Pelemanocá | 7:31,31 | Řecko Aikaterini Nikolaidouová | 7:31,73 | USA Kathleen Bertková                                                                              | 7:33,97 |
| Dvojskif LV LW2x            | Nový Zéland Sophie MacKenzieová Julia Edwardová | 6:48,56 | Kanada Lindsay Jennerichová Patricia Obee | 6:50,41 | Čína Chuang Wen-i Pchan Tan-tan                                                                    | 6:53,40 |
| Párová čtyřka LV LW4x       | Nizozemsko Mirte Kraaijkampová Elisabeth Woernerová Maaike Headová Ilse Paulisová                                                                                  | 6:15,95 | Austrálie Laura Dunnová Sarah Poundová Maia Simmondsová Hannah Everyová-Hallová | 6:19,54 | Německo Katrin Thoma Judith Anlaufová Wiebke Heinová Leonie Pieperová                              | 6:22,79 |

## Česká stopa
Česká republika vyslala do Nizozemska deset lodí s posádkou 24 závodníků (13 mužů a 11 žen). Kandidáty na medaile byli především dvojnásobný mistr světa z Karapira 2010 a Čchungdžu 2013 a dvojnásobný stříbrný olympijský medailista Ondřej Synek a olympijská vítězka z Londýna 2012 a mistryně světa z Bledu 2011 Miroslava Knapková. Ondřej Synek si dovesloval pro svůj třetí mistrovský titul, Miroslava Knapková však nepostoupila do šestičlenného finále. Z dalších lodí potěšila dvojka bez kormidelníka lehkých vah, která ve finále dojela čtvrtá. Česká republika si tedy odvezla z Amsterodamu jedinou medaili, za to však zlatou.
| Disciplína                                 | Posádka                                                           | Pořadí        |
| ------------------------------------------ | ----------------------------------------------------------------- | ------------- |
| Skif (M1x)                                 | Ondřej Synek                                                      | Zlatá medaile |
| Párová čtyřka (M4x)                        | David Jirka Jakub Houska Petr Buzrla Martin Basl                  | 17.           |
| Čtyřka bez kormidelníka (M4-)              | Matyáš Klang Jakub Podrazil Milan Doleček ml. Jan Pilc            | 14.           |
| Dvojskif LV (LM2x)                         | Ondřej Vetešník Jan Vetešník                                      | 8.            |
| Dvojka bez kormidelníka lehkých vah (LM2-) | Miroslav Vraštil Jiří Kopáč                                       | 4.            |
| Skif (W1x)                                 | Miroslava Knapková                                                | 7.            |
| Dvojskif (W2x)                             | Lucie Žabová Lenka Antošová                                       | 13.           |
| Dvojka bez kormidelnice (W2-)              | Kateřina Kopecká Martina Stillerová                               | 12.           |
| Dvojskif LV (LW2x)                         | Daniela Nacházelová Ricky Nencini                                 | 12.           |
| Párová čtyřka LW (LW4x)                    | Denisa Čvančarová Markéta Pazderková Sára Víchová Monika Nováková | 9.            |